# Jean-Baptiste Aubry
Pour les articles homonymes, voir Aubry.
Jean-Baptiste Aubry (né à Saint-Aubin-sur-Aire le 17 avril 1736, mort à Commercy le 1er juin 1813), ecclésiastique et curé rouge, fut député du clergé aux États généraux de 1789 puis évêque constitutionnel de la Meuse de 1791 à 1801.

## Biographie
Jean-Baptiste Aubry nait dans l'actuel département de la Meuse. Il est professeur de philosophie au séminaire de Toul puis en 1771 de rhétorique dans l'ancien collège des jésuites Gilles-de-Trêves de Bar-le-Duc et enfin curé de Véel lorsqu'il est élu le 1er avril 1789 député du clergé aux États généraux de 1789 par le bailliage de Bar-le-Duc. 
Il prête le serment exigé par la Constitution civile du clergé et le 21 février 1791, il est élu évêque constitutionnel du département de la Meuse par l'assemblée et sacré en mars suivant. Il cesse d'assurer ses fonctions ecclésiastiques en 1793 pendant la Terreur mais il envoie un député au Concile national de 1801 et se démet après le concordat de 1801. Il était devenu le maire de sa commune natale Saint-Aubin-sur-Aire de juin 1800 à mai 1802. Après sa démission il se réconcilie avec l'évêque de Nancy Antoine Eustache d'Osmond qui administre désormais son ancien diocèse et il est nommé curé concordataire et archiprêtre de Commercy où il meurt en 1813.

### Articles liés
- Liste des évêques de Verdun
- Diocèse de Verdun